# مونيكا بارز
مونيكا بارز (بالإنجليزية: Monika Barz)‏ (من مواليد 5 أبريل 1953) هي أستاذة في دراسات المرأة ودراسات النوع الاجتماعي في الجامعة البروتستانتية للعلوم التطبيقية في لودفيغسبورغ بين عامي 1993 و 2016. وهي معروفة في ألمانيا كداعية رائدة في قضايا المرأة، بما في ذلك الحركات الاجتماعية للمثليين.

## حياتها
ولدت مونيكا بارز في كاستروب راوكسل، بالقرب من دورتموند. درست علم الرياضيات في بداية حياتها، وبعد ذلك أصبحت معلمة في المرحلة الابتدائية والمتوسطة. درست للحصول على المؤهل العلمي لدرجة البكالوريوس في جامعة توبنغن ثم استلمت الدكتوراه من جامعة هانوفر مع أطروحة تتعلق بأوضاع النساء المثليات في الكنائس.
بعد ذلك أمضت سنوات عديدة في لوكوم (شمال هانوفر) تعمل في تعليم الكبار وتعليم المرأة، كما شاركت في السياسة المحلية ومنها الحركة النسائية الألمانية. كانت أحد مؤسسي مأوى النساء في توبينغن وكانت من الذين ساعدوا النساء اللائي تعرضن لاعتداء من نينبورغ / فيسر. في عام 1985 انضمت إلى هيرتا لايستينر وأوتي وايلد لتنظيم أول حدث في سلسلة من الاجتماعات السنوية للمثليات في الأكاديمية الإنجيلية في باد بول، وكانت بعدها واحدة من منظمي الحدث كل عام حتى عام 1997.
في عام 1987، نشرت مونيكا ولستنر وويل كتاب («هل كنت تعتقد أن هناك الكثير من النساء المثليات في الكنيسة؟»). أثار الكتاب ردودًا عبر العالم الناطق باللغة الألمانية: فقد أصبحت الاجتماعات السنوية مكانًا محميًا استطاعت فيه نساء الكنيسة المثليات ولأول مرة لإنشاء شبكات وهياكل شبه سياسية تعاونية. ظهرت مجموعات جديدة مثل («المثليات والكنيسة»)، و («شبكة ماري ومارثا») في باد بول، و («شبكة من الكاثوليك السحاقيات»). في عام 2012، كانت مونيكا بارز نفسها مؤسِّسة مشاركة لشبكة بادن بادن فورتمبيرغ التي جمعت حوالي 100 منظمة ومبادرة من قطاع إل جي بي تي في المنطقة.
بين عامي 1993 و 2016، عملت مونيكا بارز كأستاذة في الجامعة البروتستانتية للعلوم التطبيقية في لودفيغسبورغ حيث درّست «نظرية وممارسة العمل الاجتماعي مع الفتيات والنساء». كان تركيز أبحاثها على دراسات المرأة ودراسات النوع الاجتماعي.
بين عامي 1995 و 2013، شغلت منصب المدير التنفيذي لمؤسسة رعاية المساواة في بادن-فورتمبيرغ. خلال عامي 2014 و 2015، عملت في مجلسها الإشرافي. تم تكريمها لسنوات من التزامها وتفانيها في عام 2016.

## مشاركتها في السياسة
من عام 1985 إلى عام 1993، كانت مونيكا بارز عضوة محلية في نينبورغ / فيسر، وممثلةً في «مبادرة الناخبين للديموقراطية وحماية البيئة» («في ولاية سكسونيا السفلى»). وفي عام 2016، شاركت في انتخابات بوندستاغ كمرشحة لحزب الخضر الألماني، وكانت تلك أول خطوة لها في السياسة الوطنية السائدة على هذا المستوى وكان فرص نجاحها بعيدة جداً.